# State Times

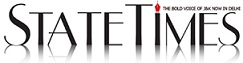
Logo van State Times

State Times is een Engelstalige krant, die verschijnt in het noorden van India. Het dagblad, een broadsheet, heeft zijn basis in het unieterritorium Jammu en Kasjmir, maar komt tevens uit in Delhi. State Times werd in 1996 opgericht: het eerste nummer verscheen op 30 november dat jaar. De politieke kleur is centrumrechts. De krant is eigendom van de State Times Group en is gevestigd in Jammu.